# Setono Gedong
Setono Gedong is een bestuurslaag in het regentschap Kediri van de provincie Oost-Java, Indonesië. Setono Gedong telt 903 inwoners (volkstelling 2010).